# Giorgio Bambini
Giorgio Bambini, född 24 februari 1945 i La Spezia, död 13 november 2015 i La Spezia, var en italiensk boxare.
Bambini blev olympisk bronsmedaljör i tungvikt i boxning vid sommarspelen 1968 i Mexico City.